# آمبو-کاپل
آمبو-کاپل (به فرانسوی: Armbouts-Cappel) یک کمون در فرانسه است که در Communauté urbaine de Dunkerque واقع شده‌است. آمبو-کاپل ۱۰٫۱۵ کیلومتر مربع مساحت دارد ۲ متر بالاتر از سطح دریا واقع شده‌است.